# (18024) Dobson
(18024) Dobson ist ein Asteroid des Hauptgürtels, der am 20. Mai 1999 vom US-amerikanischen Amateurastronomen James M. Roe am Oaxaca Observatorium (IAU-Code 732) in Oaxaca de Juárez in Mexiko entdeckt wurde.
Der Asteroid wurde am 1. November 2001 nach dem US-amerikanischen Amateurastronomen John Dobson (1915–2014) benannt, der mit dem Konzept des so genannten Dobson-Teleskops maßgeblichen Einfluss auf die Verbreitung preisgünstiger Amateurteleskope hatte.